# Talaphorus
Talaphorus is een geslacht van vogels uit de familie kolibries (Trochilidae) en de geslachtengroep Trochilini (briljantkolibries).Er is één soort:
- Talaphorus chlorocercus – Olijfvlekkolibrie

Op grond van een DNA-onderzoek is deze soort afgesplitst uit  Leucippus.